# 배산점역
배산점역(裵山店驛)은 조선민주주의인민공화국 평양직할시 은정구역에 위치한 평라선의 역이다. 2014년 10월 30일에 리모델링을 마쳤다.

## 연혁
- 1927년 11월 1일: 평원선 서포 - 사인장 간 개통과 함께 영업 개시[2]
- 일자 불명: 평라선으로 편입